# 12840 Paolaferrari
12840 Paolaferrari eller 1997 GR5 är en asteroid i huvudbältet som upptäcktes den 6 april 1997 av de båda italienska astronomerna Gabriele Cattani och Luciano Tesi vid Pian dei Termini-observatoriet. Den är uppkallad efter Paola Ferrari.